# Lygropia fuscicostalis
Lygropia fuscicostalis là một loài bướm đêm trong họ Crambidae.